# Niederländische Nationalmannschaft bei der Internationalen Sechstagefahrt
Die niederländischen Nationalmannschaften bei der Internationalen Sechstagefahrt sind eine Auswahl von Fahrern und Fahrerinnen (bislang war jedoch noch keine Frauenmannschaft am Start) für die Nationenwertungen dieses Wettbewerbes.
Entsprechend der Regelungen für die Sechstagefahrt wurden Nationalmannschaften für die Wertung um die Trophy (später: World Trophy), Silbervase (ab 1985: Junior World Trophy) und die Women`s World Trophy zugelassen. Der Umfang der Mannschaften und die Regularien für die Teilnahme änderte sich mehrmals im Laufe der Zeit.
Da um die Trophy-Wertung nur Mannschaften mit im eigenen Land hergestellten Motorrädern fahren konnten, kam 1924 auf Anregung des holländischen Motorradverbandes der Wettbewerb um die Internationale Silbervase dazu, wo diese Pflicht nicht mehr bestand.
Bislang größte Erfolge waren der bislang einzige Gewinn der World Trophy 1984 und fünf Mal konnte man die Silbervase erkämpft werden. Der Sieg im Wettbewerb um die Junior World Trophy 1993 ist der bislang letzte Erfolg einer niederländischen Nationalmannschaft.
Die Liste erhebt keinen Anspruch auf Vollständigkeit.

## 1924–2006
| Jahr | World Trophy | Silbervase |
| ---- | --- | --- |
| 1924 | keine Teilnahme | 4. Flinterman (Saroléa) Hunse van de Sluijs |
| 1925 | keine Teilnahme | keine Teilnahme |
| 1926 | keine Teilnahme | 2. (A-Mannschaft) John Moos (B. S. A.) Willem Smith (B. S. A.) Herman Vintges (B. S. A.)                                                         |
| 1926 | keine Teilnahme | 7. (B-Mannschaft) J. Boelstra (Harley-Davidson) H. Lamberts-Hurrelbrink (B. S. A.) G. van Twist (Harley-Davidson)                                |
| 1926 | keine Teilnahme | 6. (C-Mannschaft) C. J. van Marle (Ariel) F. H. van Marle (Norton) H. van de Veen (F. N.)                                                        |
| 1927 | keine Teilnahme | 5. (A-Mannschaft) J. J. van Kooten (Harley-Davidson) Willem Smit (Rex-Acme) John Moos (B. S. A.)                                                 |
| 1927 | keine Teilnahme | 7. (B-Mannschaft) C. Klijsen (Harley-Davidson) H. Lamberts-Hurrelbrink (B. S. A.) G. van Twist (B. S. A.)                                        |
| 1927 | keine Teilnahme | 8. (C-Mannschaft) C. J. van Marle (Dunelt) V. W. K. Burflage (Norton) H. van der Veen (Scott)                                                    |
| 1928 | keine Teilnahme | 3. (A-Mannschaft) H. C. Dolk (FN) Piet J. Nortier (Sunbeam) A. P. van Hamersveld (Rudge-Withworth)                                               |
| 1928 | keine Teilnahme | 6. (B-Mannschaft) H. V. D. Veen (A.J.S.) C. J. van Marle (Lady) G. van Twist (BSA)                                                               |
| 1929 | keine Teilnahme | 14. (A-Mannschaft) Piet J. Nortier (Norton) A. P. van Hamersveld (Rudge-Withworth) Kooten (Harley-Davidson)                                      |
| 1929 | keine Teilnahme | 3. (B-Mannschaft) Dolk (FN) H. Vintges (FN) M. Flinterman (FN)                                                                                   |
| 1930 | keine Teilnahme | 6. (A-Mannschaft) Gerald Bakker Schut (Rudge-Withworth 500) Piet J. Nortier (A.J.S. 500) A. P. van Hamersveld (Rudge-Withworth 500)              |
| 1930 | keine Teilnahme | 3. (B-Mannschaft) Jaap E. Fijma (Ariel 500) G. A. de Ridder (Ariel 500) J. H. Sybrandy (Ariel 500)                                               |
| 1931 | keine Teilnahme | 1. (A-Mannschaft) Dick H. Eysink (Eysink 500) Gerald Bakker Schut (Rudge-Withworth 500) A. P. van Hamersveld (Rudge-Withworth 500)               |
| 1931 | keine Teilnahme | 4. (B-Mannschaft) P. J. Nortier (Ariel 500) Jaap E. Fijma (Ariel 500) J. H. Sybrandy (B.S.A. 500)                                                |
| 1932 | keine Teilnahme | 9. (A-Mannschaft) A. P. van Hamersveld (Eysink 500) Gerard Bakker Schut (Rudge 500) Dick H. Eysink (Eysink 500)                                  |
| 1932 | keine Teilnahme | 10. (B-Mannschaft) G. A. de Ridder (Ariel 500) Piet Nortier (Ariel 500) Jaap E. Fijma (Ariel 500)                                                |
| 1933 | keine Teilnahme | 10. (A-Mannschaft) Gerard Bakker Schut (B.S.A. 500) G. A. de Ridder (Ariel 500) J. E. A. van Hilsteren (A.J. S. 495)                             |
| 1933 | keine Teilnahme | 6. (B-Mannschaft) G. G. W. Timmer (New Imperial 348) Jaap E. Fijma (Ariel 499) J. H. Sybrandy (A.J.S. 499)                                       |
| 1934 | keine Teilnahme | 12. (A-Mannschaft) G. G. W. Timmer (New Imperial 348) Gerard Bakker Schut (Eysink 499) Dick H. Eysink (Eysink 499)                               |
| 1934 | keine Teilnahme | 6. (B-Mannschaft) G. A. de Ridder (B.S.A. 348) J. Moejes (Ariel 597) Jaap E. Fijma (Ariel 499)                                                   |
| 1935 | keine Teilnahme | 6. (A-Mannschaft) Jaap E. Fijma (Ariel 497) G. A. de Ridder (B.S.A. 499) J. Moejes (Ariel 497)                                                   |
| 1935 | keine Teilnahme | 4. (B-Mannschaft) H. Hoogeveen (Velocette 348) G. G. W. Timmer (New Imperial 346) J. Teeken (Ariel 497)                                          |
| 1936 | keine Teilnahme | 2. (A-Mannschaft) A. P. van Hamersveld (Ariel 497) G. A. de Ridder (Rudge 499) J. Moejes (Velocette 348)                                         |
| 1936 | keine Teilnahme | 12. (B-Mannschaft) Dick H. Eysink (Eysink 499) C. N. van de Voort (Velocette 348) Jaap E. Fijma (Ariel 497)                                      |
| 1937 | keine Teilnahme | 1. (A-Mannschaft) J. Moejes (BMW 500) A. P. van Hamersveld (BMW 500) Gerard Bakker Schut (BMW 500)                                               |
| 1937 | keine Teilnahme | 7. (B-Mannschaft) J. Roest (Rudge 499) H. M. Persoon (Harley-Davidson 998) Jaap E. Fijma (Ariel 500)                                             |
| 1938 | keine Teilnahme | 7. (A-Mannschaft) A. P. van Hamersveld (BMW 500) J. Roest (BMW 500) J. Bovee (BMW 500)                                                           |
| 1938 | keine Teilnahme | 8. (B-Mannschaft) Jaap E. Fijma (Ariel 500) D. Renooy (Eysink 350) F. H. Meierdres (Ariel 500)                                                   |
| 1939 | keine Teilnahme | 3. (A-Mannschaft) G. A. de Ridder (BMW 500) Jaap E. Fijma (Ariel 500) J. Moejes (BMW 500)                                                        |
| 1939 | keine Teilnahme | 4. (B-Mannschaft) D. Renooy (Eysink 500) J. Bovee (Velocette 350) J. van Rijn (Velocette 350)                                                    |
|      | | |
| 1947 | keine Teilnahme | 8. (A-Mannschaft) J. van Rijn (Triumph 498) J. Veer (Triumph 498) H. Veer (Triumph 498)                                                          |
| 1947 | keine Teilnahme | 2. (B-Mannschaft) Cornelius van Rijssel (Eysink 123) J. Roest (B.S.A. 498) O. Moeke (BMW 498)                                                    |
| 1948 | 5. | 3. (A-Mannschaft) |
| 1948 | 5. | 5. (B-Mannschaft) |
| 1949 | keine Teilnahme | 3. (A-Mannschaft) |
| 1949 | keine Teilnahme | 10. (B-Mannschaft) |
| 1950 | keine Teilnahme | 2. (A-Mannschaft) |
| 1950 | keine Teilnahme | 6. (B-Mannschaft) |
| 1951 | keine Teilnahme | 8. (A-Mannschaft) Petrus A. Knijnenburg (B.S.A. 500) J. Roest (B.S.A. 500) Marinus Rozenberg (B.S.A. 500)                                        |
| 1951 | keine Teilnahme | 1. (B-Mannschaft) Philippus J. J. Haaker (Jawa 250) Cornelius van Rijssel (Jawa 250) Hendrikus Veer (Jawa 250)                                   |
| 1952 | keine Teilnahme | 5. (A-Mannschaft) Hendrikus Veer (Jawa 250) Cornelius van Rijssel (Jawa 250) Philippus Haaker (Jawa 250)                                         |
| 1952 | keine Teilnahme | 2. (B-Mannschaft) Petrus A. Knijnenburg (B.S.A. 500) J. L. Flinterman (B.S.A. 500) Marinus Rozenberg (B.S.A. 500)                                |
| 1953 | keine Teilnahme | 11. (A-Mannschaft) B. L. Jansema (Jawa 250) Philippus J. J. Haaker (Jawa 250) Hendrikus Veer (Jawa 250)                                          |
| 1953 | keine Teilnahme | 4. (B-Mannschaft) M. P. den Haan (Maico 174) Marinus Rozenberg (Matchless 500)                                                                   |
| 1954 | keine Teilnahme | 5. (A-Mannschaft) Philippus J. J. Haaker (Jawa 250) Marinus Rozenberg (B.S.A. 500) B. Olle (Triumph 650)                                         |
| 1954 | keine Teilnahme | 1. (B-Mannschaft) S. Schram (Maico 175) B. L. Jansema (Jawa 150) M. P. den Haan (Puch 250)                                                       |
| 1955 | keine Teilnahme | 14. (A-Mannschaft) B. L. Jansema (Jawa 150) J. Th. Witberg (DKW 175) M. P. den Haan (Puch 250)                                                   |
| 1955 | keine Teilnahme | 12. (B-Mannschaft) Marinus Rozenberg (DKW 175) Petrus A. Knijnenburg (DKW 175) Philippus J. J. Haaker (Jawa 250)                                 |
| 1956 | keine Teilnahme | 6. (A-Mannschaft) M. P. den Haan (Puch 248) A. J. Hak (Puch 248) Marinus Rozenberg (B.S.A. 499)                                                  |
| 1956 | keine Teilnahme | 1. (B-Mannschaft) J. Th. Witberg (Zündapp 250) Fritz R. Selling (Zündapp 250) Jan S. van den Hoek (Maico 174) B. L. Jansema (Jawa 125)           |
| 1957 | keine Teilnahme | 9. (A-Mannschaft) Jan S. van den Hoek (Adler 250) M. P. den Haan (Jawa-ČZ 250) S. Schram (Jawa-ČZ 175) Fritz R. Selling (Zündapp 250)            |
| 1957 | keine Teilnahme | 10. (B-Mannschaft) B. Bakker (Adler 250) J. Th. Witberg (Jawa-ČZ 250) Ton Bakker (DKW 175) P. Rosenberg (DKW 175)                                |
| 1958 | keine Teilnahme | 9. D. J. Holten Muller (ČZ 125) J. van Dobben (ČZ 175) M. P. den Haan (Maico 247) Ton Bakker (Maico 247)                                         |
| 1959 | keine Teilnahme | 15. (A-Mannschaft) Jan S. van den Hoek (Maico 250) J. van Dobben (ČZ 175) D. J. Holten Muller (ČZ 175) Fritz R. Selling (Zündapp 175)            |
| 1959 | keine Teilnahme | 19. (B-Mannschaft) A. H. Vrolijk (Maico 250) A. Plevier (Jawa 250) J. Heyboer (Jawa 250) R. T. Selling (Zündapp 175)                             |
| 1960 | keine Teilnahme | 7. (A-Mannschaft) Fritz R. Selling (Greeves 250) R. T. Selling (Greeves 250) Jan S. van den Hoek (Maico 250) S. Schram (Maico 300)               |
| 1960 | keine Teilnahme | 10. (B-Mannschaft) D. J. Holten Muller (ČZ 175) Ton Bakker (ČZ 175) J. Markus (Maico 250) J. van Dobben (Maico 250)                              |
| 1961 | keine Teilnahme | 8. (A-Mannschaft) D. J. Holten Muller (ČZ 174) J. van Dobben (ČZ 175) Fritz R. Selling (Greeves 250) Rudi Boom (DOT 246)                         |
| 1961 | keine Teilnahme | 15. (B-Mannschaft) Jan S. van den Hoek (Greeves 250) G. J. Wassink (Triumph 498) Fritz R. Selling (Greeves 250) J. Th. Witberg (Puch 250)        |
| 1962 | keine Teilnahme | 11. (A-Mannschaft) |
| 1962 | keine Teilnahme | 9. (B-Mannschaft) |
| 1963 | keine Teilnahme | 7. (A-Mannschaft) Fritz R. Selling (Greeves 250) K. Hein van Olst (Greeves 250) Jan S. van den Hoek (Greeves 250) D. J. Holten Muller (ČZ 175)   |
| 1963 | keine Teilnahme | 9. (B-Mannschaft) Henry Zijdemans (ČZ 125) R. T. Selling (Greeves 250) Cor Wouters (Greeves 250) H. Wendelgelst (MZ 175)                         |
| 1964 | keine Teilnahme | 5. (A-Mannschaft) J. van Dobben (Maico 175) H. Wendelgelst (MZ 175) Fritz R. Selling (Greeves 250) K. Hein van Olst (Greeves 350)                |
| 1964 | keine Teilnahme | 15. (B-Mannschaft) Cees van Rijssel (DKW 125) Henry Zijdemans (DKW 75) Jan S. van den Hoek (Greeves 250) R. T. Selling (Greeves 250)             |
| 1965 | keine Teilnahme | 9. (A-Mannschaft) |
| 1965 | keine Teilnahme | 12. (B-Mannschaft) |
| 1966 | keine Teilnahme | 17. (A-Mannschaft) Fritz R. Selling (Greeves 250) S. Schram (Bultaco 250) K. Hein van Olst (Greeves 250) J. van Dobben (Maico 175)               |
| 1966 | keine Teilnahme | 18. (B-Mannschaft) Stef van der Sluis (Hercules 100) Henry Zijdemans (DKW 50) G. Elbert (DKW 50) Cees van Rijssel (DKW 100)                      |
| 1967 | keine Teilnahme | 18. (A-Mannschaft) Fritz R. Selling (Greeves 500) J. van Dobben (Maico 175) Stef van der Sluis (Hercules-Sachs 175) J. Sikkema (Moto Guzzi 125)  |
| 1967 | keine Teilnahme | 8. (B-Mannschaft) K. Hein van Olst (Husqvarna 250) Jan Schenk (Husqvarna 175) Henry Zijdemans (DKW 100) Rudi Boom (Zündapp 50)                   |
| 1968 | keine Teilnahme | 19. (A-Mannschaft) Fritz R. Selling (Greeves 246) Rudi Boom (Puch 123) Jo Lammers (Puch 123) Stef van der Sluis (Hercules 98)                    |
| 1968 | keine Teilnahme | 17. (B-Mannschaft) Henry Zijdemans (Neckermann-Jawa 246) K. Hein van Olst (Jawa 246) Jan Schenk (Husqvarna 175) Cees van Rijssel (Puch 125)      |
| 1969 | keine Teilnahme | 21. (A-Mannschaft) Jan Benkhoff (Rond-Sachs 50) Jan Thijhuis (Rond-Sachs 125) Stef van der Sluis (Rond-Sachs 125) Fritz R. Selling (Greeves 250) |
| 1969 | keine Teilnahme | 20. (B-Mannschaft) Cees van Rijssel (Yamaha 125) Rudi Boom (Morini 125) Henry Zijdemans (Jawa 250) K. Hein van Olst (Jawa 250)                   |
| 1970 | 9. Arno Dreezen (Zündapp 125) W. van der Meulen (Batavus 125) Gerrit W. Elbert (Morini 175) Fritz R. Selling (Greeves 250) Henry Zijdemans (Jawa 250) J. J. Wieman (Husqvarna 500)                      | 20. |
| 1971 | 5. W. van der Meulen (Batavus 123) Rudi Boom (Morini 168) Gerrit W. Elbert (Morini 165) D. de Vos (Jawa 346) Fritz R. Selling (BSA 498) Henry Zijdemans (Jawa 402)                                      | 16. Jan Thijhuis (Rond-Sachs 123) Arno Dreezen (Monark 125) Herman van Hoegee (Monark 125) J. van Beek (Rond-Sachs 123)                          |
| 1972 | 8. J. Henk Poorte (Rand-Sachs 100) W. van der Meulen (Batavus 125) Arno Dreezen (Rond-Sachs 125) Max Wassink (Morini 175) Gerrit W. Elbert (Morini 175) Henry Zijdemans (Jawa 500)                      | 13. Jan Thijhuis (Rond-Sachs 125) Stef van der Sluis (KTM-Sachs 125) Herman van Hoegee (KTM 125) Rudi Boom (Morini 175)                          |
| 1973 | 7. M. Knuiman (Monark 125) W. van der Meulen (Monark 125) J. Henk Poorte (Monark 100) G. Jan Thijhuis (Monark 175) Max Wassink (Monark 125) Henry Zijdemans (Monark 125)                                | 17. (A-Mannschaft) Rudi Boom (Puch 125) J. Lammers (Puch 175) Gerrit W. Elbert (Puch 175) J. van Beek (Puch 175)                                 |
| 1973 | 7. M. Knuiman (Monark 125) W. van der Meulen (Monark 125) J. Henk Poorte (Monark 100) G. Jan Thijhuis (Monark 175) Max Wassink (Monark 125) Henry Zijdemans (Monark 125)                                | 3. (B-Mannschaft) Herman van Hoegge (KTM 125) Arno Dreezen (KTM 125) Jaap Lanting (KTM 175) Stef van der Sluis (KTM-Sachs 125)                   |
| 1974 | 5. Rudi Boom (Monark 100) M. Knuiman (Monark 125) J. Henk Poorte (Monark 125) Gerrit W. Elbert (Monark 175) Herman van Hoegee (Monark 175) G. Jan Thijhuis (Monark 175)                                 | 6. Arno Dreezen (KTM 175) Jaap Lanting (KTM 250) Max Wassink (KTM 250) Henry Zijdemans (KTM 246)                                                 |
| 1975 | 4. Henk Knuiman (Monark 186) J. Henk Poorte (Monark 123) Joop Staman (Monark 123) H. van Stuyvenberg (Monark 123) Herman van Hoegee (Montesa 246) G. Jan Thijhuis (Monark 174)                          | 3. Henry Janssen (KTM 246) J. de Jong (KTM 246) Arno Dreezen (KTM 172) Max Wassink (KTM 356)                                                     |
| 1976 | 11. J. Henk Poorte (Monark 100) Henk Knuiman (Monark 125) Joop Staman (Monark 125) H. van Stuyvenberg (Monark 125) Herman van Hoegee (Monark 175) G. Jan Thijhuis                                       | 11. Arno Dreezen (KTM 175) J. de Jong (KTM 250) Henk Wassink (KTM 250) Henry Janssen (KTM 250)                                                   |
| 1977 | 5. Herman van Hoegge Henk Knuiman J. Henk Poorte Joop Staman Rudi Boom G. Jan Thijhuis | 14. Arno Dreezen Max Wassink Sjaak Verwaayen Gerhard Maria Kruiper                                                                               |
| 1978 | 4. Joop Staman (SWM 125) Herman van Hoegee (SWM 175) Rudi Boom (SWM 175) Arno Dreezen (SWM 175) G. Jan Thijhuis (SWM 250) Henk Knuiman (SWM 250)                                                        | 4. Gerhard Maria Kruiper (KTM 125) Anne Kies (KTM 175) Max Wassink (KTM 500) Jan van Beek (KTM 500)                                              |
| 1979 | 7. Herman van Hoegee (SWM 250) Henry Janssen (SWM 250) G. Jan Thijhuis (SWM 350) Arno Dreezen (SWM 175) A. Graafstra (SWM 175) Joop Staman (SWM 175)                                                    | 12. Anne Kies (KTM 175) Gerhard Maria Kruiper (KTM 250) Martin Schalkwijk (Maico 750) Jappie de Jong (Maico 750)                                 |
| 1980 | 7. Henry Janssen (SWM 250) Jan ten Velde (KTM 250) Arno Dreezen (SWM 175) Gerrit Wolsink (Maico 500) Simon Schram (SWM 350) G. Jan Thijhuis (SWM 250)                                                   | 5. Herman van Hoegee (SWM 250) Joop Staman (SWM 175) Anne Kies (KTM 500) Martin Schalkwijk (Maico 750)                                           |
| 1981 | 6. Joop Staman (SWM 125) Herman van Hoegee (SWM 175) Anne Kies (KTM 250) G. Jan Thijhuis (SWM 250) Jan ten Velde (KTM 250) Henk Poorte (Montesa 360)                                                    | 4. Gerard Rond (KTM 420) Simon Schram (SWM 440) Gertie Aaltink (Maico 440) Gerrit Wolsink (Honda 501)                                            |
| 1982 | 8. Joop Staman Herman van Hoegee Anne Kies Martin Schalkwijk Henk Seppenwoolde Benny Wilken | 8. Simon Schram Henk Poorte Gerrit Wolsink Sjaak Verwaayen                                                                                       |
| 1983 | 8. Dinand Zijlstra (Honda 124) Martin Schalkwijk (Honda 250) Henk Poorte (Honda 480) Benny Wilken (Honda 472) Gerrit Wolsink (Honda 600) Simon Schram (Honda 598)                                       | 6. Herman van Hoegee (MZ 250) Anne Kies (Yamaha 375) Henk Seppenwoolde (Honda 125) Jan Postema (Yamaha 250)                                      |
| 1984 | 1. Dinand Zijlstra (Honda 125) Henk van Mierlo (Honda 125) Martin Schalkwijk (Honda 250) Henk Poorte (Honda 500) Simon Schram (Honda 500 4T) Gerrit Wolsink (Honda 500 4T)                              | 2. Arjan Brouwer (KTM 250) Pieter van den Nieuwenhof (Suzuki 250) Gerard Rond (KTM 500) Kees van der Ven (KTM 500)                               |
| 1985 | 11. Henk van Mierlo (Honda 125) Dinand Zijlstra (Honda 125) Martin Schalkwijk (Honda 250) Henk Seppenwoolde (Honda 250) Henk Poorte (Honda 500) Simon Schram (Honda 500 4T)                             | ab 1985: Junior World Trophy |
| 1985 | 11. Henk van Mierlo (Honda 125) Dinand Zijlstra (Honda 125) Martin Schalkwijk (Honda 250) Henk Seppenwoolde (Honda 250) Henk Poorte (Honda 500) Simon Schram (Honda 500 4T)                             | 11. Bert de Vos (Husqvarna 250) Jan de Vos (Husqvarna 250) John Bekker (Husqvarna 250) Gerard Jimmink (Husqvarna 400)                            |
| 1986 | 11. Carol Mulder (Husqvarna 125) Henk Seppenwoolde (Puch-Frigerio 250) Gerard Jimmink (Husqvarna 500) Geert Jan Hazebroek (Honda 500) Simon Schram (Honda 500 4T) Arjan Brouwer (KTM 500 4T)            | 10. Wilhelm Palthe (KTM 250) Bob Wester (Husqvarna 250) Jan de Vos (Husqvarna 250) André Pullen (KTM 500)                                        |
| 1987 | 6. Gerard Jimmink (Husqvarna 125) Robert van Pelt (Husqvarna 250) Walter Arendsen (Husqvarna 500) Geert Jan Hazebroek (KTM 500) Harry Walhof (KTM 500) Simon Schram (Husqvarna 500 4T)                  | 8. Bart Fleer (Husqvarna 250) Rolf Selling (Husqvarna 250) Carol Mulder (Husqvarna 250) Jan de Vos (Husqvarna 500)                               |
| 1988 | 4. Geert Jan Hazebroek (KTM 500) Gerard Jimmink (Honda 500) Simon Schram (Husqvarna +500 4T) Carol Mulder (Honda 125) Martin Schalkwijk (Honda 250) L. van Rijnsbergen (Honda 250)                      | 10. Rolf Selling (Husqvarna 500) Bart Fleer (Honda 250) Alfons Hoevers (Honda 250) Henk Knuiman (Honda 250)                                      |
| 1989 | 8. Henk Knuiman (Honda 125) Carol Mulder (Honda 125) Jan van Oorschot (Honda 125) Gerard Jimmink (Honda 250) Wilhelm Palthe (KTM 500) Simon Schram (Husqvarna +500 4T)                                  | 9. Toine van Dijk (Honda 250) Rolf Selling (Cagiva 250) Erik Verhoef (Honda 250) Berry Bakker (KTM 500)                                          |
| 1990 | 13. Jan van Oorschot (Honda 125) Wilhelm Palthe (Honda 250) Carol Mulder (Suzuki 250) Erik Verhoef (Honda 250) Gerard Jimmink (Honda 500) Simon Schram (Husqvarna +500 4T)                              | 5. Fernando Smit (Honda 125) Henk Knuiman (Honda 250) Toine van Dijk (Suzuki 250) Rolf Selling (Husqvarna 350 4T)                                |
| 1991 | 5. Henk Knuiman (Honda-CTI 125) Jan van Oorschot (Honda-CTI 125) Toine van Dijk (Suzuki 250) Gerard Jimmink (Honda-CTI 500) Alfons Hoevers (Husqvarna 350 4T) Simon Schram (Husqvarna +500 4T)          | 2. Riné Streppel (Husqvarna 250) Erik Davids (Husqvarna 500) Roger Steenbergen (Husqvarna 350 4T) Harry van de Wiel (Husqvarna +500 4T)          |
| 1992 | 4. Simon Schram (Husaberg +500 4T) Eric Terhoef (Husaberg 350 4T) Henk Knuiman (Kawasaki 125) Herman Harink (Husaberg +500 4T) Toine van Dijk (Suzuki 250) Gerard Jimmink (Kawasaki 500)                | 6. Peter Lenselink (Kawasaki 125) Erik Davids (Husqvarna 500) Jan van Oorschot (Kawasaki 250) Alfons Hoevers (Husaberg +500 4T)                  |
| 1993 | 3. Henk Knuiman (Kawasaki 125) Jan van Oorschot (Kawasaki 250) Toine van Dijk (Suzuki 250) Corné van Oorschot (Kawasaki 350) Gerard Jimmink (Kawasaki 500) Simon Schram (Husaberg 1300)                 | 1. Patrick Isfordink (Honda 125) Peter Lenselink (Kawasaki 250) Hans Arends (Honda 250) Erik Davids (Husqvarna 1300)                             |
| 1994 | 10. Henk Knuiman (Husqvarna 125) Gerrard Jimmink (Kawasaki 175) Jan van Oorschot (Kawasaki 175) Alfons Hoevers (Husqvarna 350 4T) Simon Schram (Husqvarna 1300 4T) Corné van Oorschot (Kawasaki 350 4T) | 3. Marco Elting (Honda 125) Patrick Isfordinck (Kawasaki 125) Dinand Tijhuis (Husqvarna 125) Peter Lenselink (Kawasaki 175)                      |
| 1995 | 6. Corné van Oorschot (Kawasaki 125) Henk Knuiman (Husqvarna 175) Jan van Oorschot (Kawasaki 175) Gerard Jimmink (KTM 500 4T) Peter Lenselink (Husaberg 350 4T) Alfons Hoevers (Husqvarna 350 4T)       | 11. Jarno Winters (Husqvarna 175) Patrick Isfordink (KTM 175) Dinand Tijhuis (Husqvarna 125) Jos Stuivenberg (Husqvarna 350 4T)                  |
| 1996 | 8. Stephan Braakhekke (Husqvarna 125) Patrick Isfordink (KTM 175) Arja Klok (Honda 175) Alfons Hoevers (Husqvarna 400) Peter Lenselink (Husaberg 400) Simon Schram (Husqvarna 500)                      | 8. Dinand Tijhuis (Husqvarna 125) Franck Isfordink (KTM 175) Arjan Kuilman (Honda 175) Hendrik Hoogland (Husqvarna 175)                          |
| 1997 | 10. Dinand Tyhuis (Kawasaki 125) Toine van Dijk (Kawasaki 175) Franck Isfordink (KTM 175) Patrick Isfordink (KTM 400 4T) Alfons Hoevers (KTM 400 4T) Simon Schram (Husqvarna +500 4T)                   | keine Teilnahme |
| 1998 | 13. Patrick Isfordink Peter Lenselink Stephan Braakhekke Toine van Dijk Rinie Streppel Franck Isfordink                                                                                                 | keine Teilnahme |
| 1999 | 11. Stephan Braakhekke (Husqvarna 125) Peter Lenselink (KTM 125) Sandor Heman (Honda 125) Tom Hemmelder (KTM 250) Eric Verhoef (KTM 250) Franck Isfordink (KTM 250)                                     | keine Teilnahme |
| 2000 | 13. Stephan Braakhekke (Husqvarna 125) Bas van Hunnik (KTM 125) Tom Hemmelder (KTM 250) Dinand Tyhuis (Kawasaki 250) Frans Verhoeven (KTM 400)                                                          | keine Teilnahme |
| 2001 | 9. Franck Isfordink (KTM) Patrick Isfordink (KTM) Frans Verhoeven (KTM) Tom Hemmelder (KTM) Dinand Tyhuis (TM) Stephan Braakhekke (Husqvarna)                                                           | 9. Chris Maafs (Husqvarna) Geert Snellenberg (KTM) Ralph Hubers (Yamaha) Bas van Hunnik (KTM)                                                    |
| 2002 | 9. Franck Isfordink (KTM 125) Erwin Plekkenpol (TM 175) Tom Hemmelder (KTM 175) Michel Visser (Husqvarna 175) Dinand Thuhuis (KTM 250) Stephan Braakhekke (Husqvarna 400)                               | 7. Geert Snellenberg (KTM 125) Hans Vogels (Kawasaki 125) Ralph Hubers (Yamaha 250) Bas van Hunnik (KTM 400)                                     |
| 2003 | 18. Franck Isfordink (GasGas 250) Erwin Plekkenpol (KTM 525) Tom Hemmelder (KTM 250) Michel Visser (Husqvarna 250) Dinand Thuhuis (KTM 250) Stephan Braakhekke (Husqvarna 450)                          | 7. Hans Vogels (Yamaha 500) Ralph Hubers (Yamaha 250) Amel Advokaat (KTM 450) Geert Snellenberg (Husqvarna 250)                                  |
| 2004 | 8. Ralph Hubers (Yamaha) Pedro Tragter (Honda) Franck Isfordink (KTM) Michel Visser (Husqvarna) Bas van Hunnik (KTM) Erik Davids (KTM)                                                                  | 6. Hans Vogels (Yamaha) Erald Lammertink (Yamaha) Amel Advokaat (Husqvarna) Erwin Plekkenpol (KTM)                                               |
| 2005 | 9. Pedro Tragter (Suzuki) Ralph Hubers (Yamaha) Erik Eggens (Honda) Michel Visser (Husqvarna) Erwin Plekkenpol (KTM) Erik Davids (KTM)                                                                  | 10. Mike Kock (Honda) Rick Kock (KTM) Hans Vogels (Yamaha) Mark Wassink (KTM)                                                                    |
| 2006 | 18. Amel Advokaat (Suzuki 450) Erik Davids (KTM 525) Erwin Plekkenpol (KTM 525) Ralph Hubers (Yamaha 250) Mark Wassink (KTM 250) Michel Visser (Yamaha 450)                                             | 8. Hans Vogels (Yamaha 450) Erald Lammertink (Yamaha 250) Mike Kock (Honda 250) Jirry van Veen (Yamaha 250)                                      |

## Seit 2007
| Jahr                    | World Trophy | Junior World Trophy                                                               | Women’s World Trophy |
| ----------------------- | --- | --------------------------------------------------------------------------------- | -------------------- |
| 2007                    | 4. Ralph Hubers (Yamaha 250) Amel Advokaat (KTM 450) Alex van de Broeck (Honda 450) Hans Vogels (Yamaha 449) Erwin Plekkenpol (Honda 490) Mark Wassink | keine Teilnahme                                                                   | keine Teilnahme      |
| 2008                    | 9. Ralph Hubers (Yamaha) Amel Advokaat (KTM) Alex van de Broeck (Honda) Hans Vogels (Yamaha) Erwin Plekkenpol (Honda) Mark Wassink (KTM)               | keine Teilnahme                                                                   | keine Teilnahme      |
| 2009                    | 8. Ralph Hubers (Yamaha) Amel Advokaat (KTM) Jirry van Veen (Yamaha) Erwin Plekkenpol (HM-Honda) Dave Elsinga (Yamaha) Mark Wassink (KTM)              | keine Teilnahme                                                                   | keine Teilnahme      |
| 2010                    | keine Teilnahme | keine Teilnahme                                                                   | keine Teilnahme      |
| 2011                    | 5. Ralph Hubers (KTM) Erald Lamertink (Husaberg) Erwin Plekkenpol (KTM) Hans Vogels (Husaberg) Amel Advokaat (Husaberg) Mark Wassink (KTM)             | 11. Stefan Hage (KTM) Ismo ten Velde (KTM) Robin Nijkamp (KTM) Lucas Dolfing (TM) | keine Teilnahme      |
| 2012                    | 10. Hans Vogels (Husaberg) Mark Wassink (KTM) Amel Advokaat (KTM) Lucas Dolfing (TM) Bas Klein Haneveld (KTM) Robin Nykamp (KTM)                       | keine Teilnahme                                                                   | keine Teilnahme      |
| {\displaystyle \vdots } | keine Teilnahme | keine Teilnahme                                                                   | keine Teilnahme      |
| 2017                    | 7. Bas klein Haneveld (Husqvarna) Thierry Pittens (Husqvarna) Lucas Dolfing (TM) Robin Nijkamp (KTM)                                                   | keine Teilnahme                                                                   | keine Teilnahme      |
| {\displaystyle \vdots } | keine Teilnahme | keine Teilnahme                                                                   | keine Teilnahme      |
| 2021                    | 14. Tommie Jochems (KTM) Daan Brijsten (KTM) Thierry Pittens (Husqvarna) Max Schwarte (Sherco)                                                         | 7. Mike Bokslag (KTM) Jarno Zandbergen (KTM) Marc Zomer (KTM)                     | keine Teilnahme      |
| 2022                    | keine Teilnahme | 8. Tommie Jochems (KTM) Mike Bokslag (GasGas) Marc Zomer (KTM)                    | keine Teilnahme      |
| {\displaystyle \vdots } | keine Teilnahme | keine Teilnahme                                                                   | keine Teilnahme      |
| 2024                    | keine Teilnahme | keine Teilnahme                                                                   | keine Teilnahme      |